# Евгени Курдов (художник)
Вижте пояснителната страница за други личности с името Евгени Курдов.
Евгений Курдов е български художник живописец.

## Биография и творчество
Евгени Курдов е роден на 18 май 1905 г. в Сливен. Завършва Сливенската гимназия „Добри Чинтулов“ и Художествената академия, специалност „скулптура“ при проф.Марин Василев.
В периода 1939 – 1965 г. е учител по рисуване в Педагогическото училище, в Трета прогимназия и в Мъжката гимназия в Сливен.
Работи в областта на графиката, скулптурата и живописта. Участва активно в местни и в национални изложби в София, Сливен, Бургас, Ямбол и Стара Загора. Прави първата си самостоятелна изложба през 1929 година в гр. Сливен. Има самостоятелни изложби през 1934, 1970, 1975 г. в Сливен и през 1978 и 1985 г. в София.
Автор е на бюст-паметници на възрожденски дейци в съавторство с Димитър Кавръков и Димитър Гаджалов. Автор е на паметник на борците против фашизма в село Шивачево.
Негови творби се съхраняват в ХГ-Сливен и частни колекции. Включен е в изложби на българското изкуство в Москва и Виена.
Евгени Курдов умира на 1 април 1989 г.